# Noegus franganilloi
Noegus franganilloi är en spindelart som först beskrevs av Lodovico di Caporiacco 1947.  Noegus franganilloi ingår i släktet Noegus och familjen hoppspindlar. Inga underarter finns listade i Catalogue of Life.